# Hyleoglomeris minuta
Hyleoglomeris minuta är en mångfotingart som beskrevs av Karl Wilhelm Verhoeff 1910. Hyleoglomeris minuta ingår i släktet Hyleoglomeris och familjen klotdubbelfotingar. Inga underarter finns listade i Catalogue of Life.